# Vale buulbuul
De vale buulbuul (Andropadus importunus, in het Afrikaans: Gewone willie) is een zangvogel uit de familie van de buulbuuls en het monotypische geslacht Andropadus. De vale buulbuul komt vooral voor in een Oost- en Zuid-Afrika.

## Kenmerken
De vale buulbuul is 18 cm lang. Zoals de naam al aangeeft is het een weinig opvallende, vaal gekleurde buulbuul: van boven dof olijfkleurig groen en van onder grijs. Midden op de buik zit een vage, gelige tint. Het beste kenmerk is de witte iris.

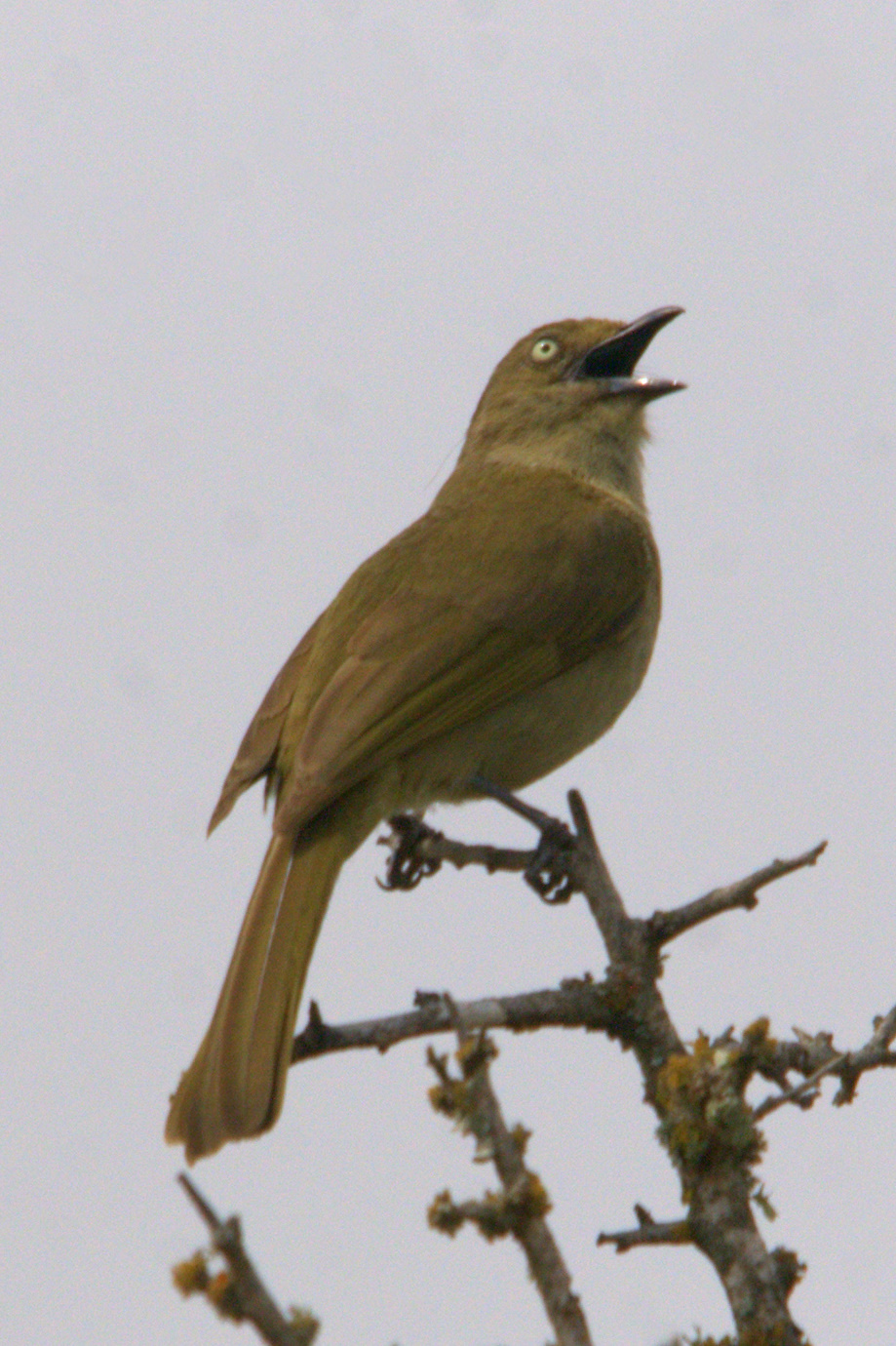
Zingende vogel

## Verspreiding en leefgebied
De vale buulbuul leeft in gebieden met bos en struikgewas langs de oostkust of in heuvelland. Er worden vier ondersoorten onderscheiden:
- A. i. insularis: zuidelijk Ethiopië en van Somalië tot Tanzania.
- A. i. importunus: hoogland van Zuid-Afrika.
- A. i. oleaginus: zuidelijk Zimbabwe, zuidelijk Mozambique en het laagland van Zuid-Afrika.
- A. i. hypoxanthus: van zuidoostelijk Tanzania tot centraal Mozambique, centraal Zimbabwe en zuidelijk-centraal Zambia.

## Status
De vale buulbuul heeft een groot verspreidingsgebied waardoor de kans op de status kwetsbaar (voor uitsterven) uiterst gering is. De grootte van de populatie is niet gekwantificeerd, maar de vogel is plaatselijk algemeen, daarom staat deze buulbuul als niet bedreigd op de Rode Lijst van de IUCN.